# Баміан
Баміа́н (дарі بامیان Bāmiyān) — місто в центральній частині Афганістану, столиця провінції Баміан.

## Географія
Місто розташоване в однойменній долині, що знаходиться приблизно за 200 км на північний захід від Кабула, на річці Баміан, що належить до басейну річки Кундуз.

### Клімат
Баміан знаходиться у зоні, що характеризується субарктичним кліматом. Найтепліший місяць — липень із середньою температурою 14.3 °C (57.7 °F). Найхолодніший місяць — січень, із середньою температурою -9.5 °С (14.9 °F).
| Клімат Баміана          | Клімат Баміана | Клімат Баміана | Клімат Баміана | Клімат Баміана | Клімат Баміана | Клімат Баміана | Клімат Баміана | Клімат Баміана | Клімат Баміана | Клімат Баміана | Клімат Баміана | Клімат Баміана | Клімат Баміана |
| Показник                | Січ.           | Лют.           | Бер.           | Квіт.          | Трав.          | Черв.          | Лип.           | Серп.          | Вер.           | Жовт.          | Лист.          | Груд.          | Рік            |
| Середній максимум, °C   | −4             | −2,4           | 2,4            | 7,1            | 11,3           | 17,6           | 20             | 19,4           | 16             | 9,8            | 3,6            | −2             | 8,2            |
| Середня температура, °C | −9,5           | −7,7           | −1,8           | 4,8            | 8,2            | 12             | 14,3           | 13,5           | 9,3            | 4,5            | −0,7           | −5,2           | 3,5            |
| Середній мінімум, °C    | −13,3          | −12            | −7,6           | −2,7           | 1              | 5,7            | 8,4            | 7,4            | 3,1            | −2,4           | −7,6           | −10,7          | −2,6           |
| Норма опадів, мм        | 40.3           | 54.9           | 76             | 78.6           | 55.4           | 9.2            | 3              | 1.5            | 2.8            | 10.8           | 26.8           | 36.2           | 395.5          |
| Днів з опадами          | 0,6            | 0,6            | 2,6            | 6,6            | 6,7            | 2              | 2,1            | 0,9            | 0,6            | 2              | 2              | 0,4            | 27,1           |
| Вологість повітря, %    | 51.8           | 59.9           | 58.3           | 57.7           | 55.1           | 46.5           | 45             | 44.4           | 43.6           | 46.1           | 49.3           | 54             | 51             |
| ----------------------- | -------------- | -------------- | -------------- | -------------- | -------------- | -------------- | -------------- | -------------- | -------------- | -------------- | -------------- | -------------- | -------------- |
| Джерело: Weatherbase    |                |                |                |                |                |                |                |                |                |                |                |                |                |

## Історія
Баміанська долина історично служила торговим коридором, оскільки є єдиним зручним проходом через гірську систему Гіндукуш. Перші поселення виникли в долині ще до нової ери. У I—II століттях в долині були засновані буддистські монастирі, що збереглися до VIII століття. У період з II по V століття в долині були споруджені (вирубані в скелі) гігантські статуї Будди.
Баміан отримав світову популярність в 2001 році, коли ці статуї, попри протести багатьох країн, у тому числі мусульманських, були зруйновані талібами. У листопаді того ж року таліби були змушені покинути місто в результаті наступу військ Північного альянсу.